# Cadurciella rufipalpis
Cadurciella rufipalpis là một loài ruồi trong họ Tachinidae.